# Liste der portugiesischen Botschafter in Russland

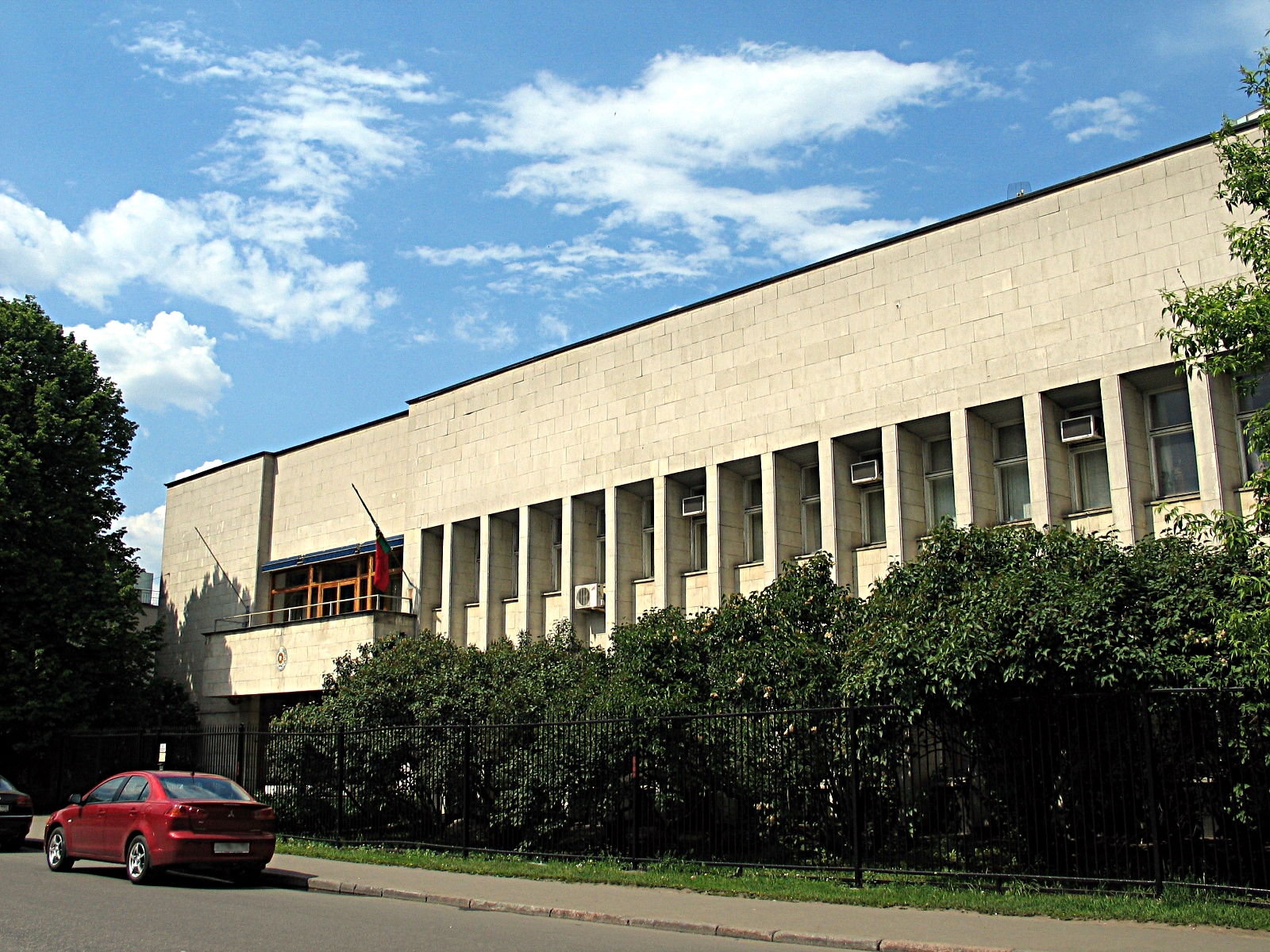
Die Botschaft Portugals in der Grokholsky-Straße in Moskau

Die Liste der portugiesischen Botschafter in Russland listet die Botschafter Portugals in Russland auf. Die beiden Länder unterhalten seit 1779 direkte diplomatische Beziehungen. Von 1974 bis 1990 wurden sie durch die portugiesisch-sowjetischen Beziehungen abgelöst.
Eine erste Legation eröffnete Portugal 1779 in der Hauptstadt des Russischen Kaiserreichs, Sankt Petersburg. Seit 1974 besteht die portugiesische Botschaft in Moskau, die auch nach dem Übergang der Sowjetunion zur Russischen Föderation 1990 bis heute besteht (Stand August 2019).

## Missionschefs

### Russisches Kaiserreich
| Name                                                      | Bild     | Amtszeit                             | Anmerkungen |
| Russland                                                  | Russland | Russland                             | Russland |
| --------------------------------------------------------- | -------- | ------------------------------------ | --- |
| José de Nápoles Tello de Meneses                          |          |                                      | Ministro Plenipotenciário, erster Vertreter Portugals am Zarenhof in Sankt Petersburg                                                                  |
| Francisco José de Horta Machado                           |          | 20. Oktober 1779 –28. August 1800    | Ministro Plenipotenciário, am 24. Oktober 1779 beim Zarenhof akkreditiert, seit 20. Oktober 1779 Leiter der neueröffneten Legation in Sankt Petersburg |
| Teodoro José Pinheiro                                     |          | 29. August 1800 –3. Dezember 1802    | Geschäftsträger, bis zum 3. Dezember 1802 Leiter der Botschaft                                                                                         |
| Marquês de Niza                                           |          | 6. August 1801 –23. März 1802        | Sonder-Botschafter, am 9. August 1801 akkreditiert |
| António de Araújo de Azevedo                              |          | 30. November 1804 –6. Juni 1804      | Ministro Plenipotenciário, am 19. Dezember 1802 akkreditiert                                                                                           |
| Rodrigo Navarro de Andrade                                |          | 30. November 1804 –27. Juni 1811     | Geschäftsträger |
| João Paulo Bezerra                                        |          | 27. Juni 1811 –16. September 1812    | Sonder-Gesandter und Ministro Plenipotenciário |
| António Guedes de Oliveira                                |          | 16. September 1812 –3. November 1814 | Übergangs-Geschäftsträger |
| Marquês de Marialva                                       |          | 1814                                 | Sonder-Botschafter, im Dezember 1814 akkreditiert |
| António Saldanha da Gama                                  |          | 3. November 1814 –29. September 1817 | Sonder-Gesandter und Ministro Plenipotenciário, am 3. November 1814 akkreditiert                                                                       |
| Luis António de Abreu e Lima                              |          | 24. Dezember 1817 –7. Mai 1820       | Geschäftsträger |
| Visconde da Lapa                                          |          | 7. Mai 1820 –14. März 1822           | Ministro Plenipotenciário, am 13. Mai 1820 akkreditiert                                                                                                |
| Luis António de Abreu e Lima                              |          | 14. März 1822 –17. August 1824       | Geschäftsträger |
| Rafael da Cruz Guerreiro                                  |          | 17. August 1824 –5. Dezember 1828    | Ministro Plenipotenciário, am 17. August 1824 akkreditiert                                                                                             |
| Rafael da Cruz Guerreiro                                  |          | 1833 –8. Januar 1833                 | Vertreter mit ungenanntem Rang, durch König D. Miguel ernannt (Miguelistenkrieg)                                                                       |
| José Maurício Correia Henriques                           |          | 30. März 1830 –26. Mai 1838          | Vertreter mit ungenanntem Rang, durch König D. Pedro IV. ernannt (Miguelistenkrieg)                                                                    |
| Joaquim Ferreira Borges                                   |          | 27. Mai 1838 –22. Juni 1839          | Vertreter mit ungenanntem Rang, von Königin Maria II. ernannt                                                                                          |
| Joaquim Ferreira Borges                                   |          | 28. Februar 1842 –13. Juni 1844      | Geschäftsträger (war bis 19. Juli 1844 beauftragt) |
| João Gomes de Oliveira                                    |          | 15. Juni 1844 –31. März 1845         | Übergangs-Geschäftsträger |
| Visconde de Seisal                                        |          | 1. April 1845 –25. Oktober 1848      | Ministro Plenipotenciário, am 17. April 1845 akkreditiert                                                                                              |
| Pedro de Sousa Botelho                                    |          | 20. Januar 1849 –24. September 1850  | Geschäftsträger |
| Visconde de Seisal                                        |          | 25. September 1850 –26. Januar 1851  | Ministro Plenipotenciário, am 9. Dezember 1850 akkreditiert (bis 8. März 1851 beauftragt)                                                              |
| Pedro de Sousa Botelho                                    |          | 27. Januar 1851 –13. Dezember 1851   | Übergangs-Geschäftsträger |
| Barão de Paiva                                            |          | 14. Dezember 1851 –1. Mai 1852       | Ministro Plenipotenciário, am 21. Dezember 1851 akkreditiert                                                                                           |
| Pedro da Costa de Sousa Macedo                            |          | 14. November 1853 –27. Januar 1854   | Übergangs-Geschäftsträger |
| Conde de Vila Real                                        |          | 29. Juli 1855 –26. September 1855    | Ministro Plenipotenciário, am 11. August 1855 akkreditiert                                                                                             |
| Visconde de Moura                                         |          | 19. Januar 1856 –11. Januar 1868     | Ministro Plenipotenciário, am 27. Januar 1856 akkreditiert                                                                                             |
| João Coelho de Almeida                                    |          | 12. Januar 1868 –14. Juni 1868       | Übergangs-Geschäftsträger |
| Conde de Rilvas                                           |          | 15. Juni 1868 –24. Januar 1870       | Ministro Plenipotenciário, am 5. Juli 1868 akkreditiert                                                                                                |
| Pedro da Costa de Sousa de Macedo                         |          | 16. März 1870 –30. Mai 1870          | Ministro Plenipotenciário |
| Visconde de Figaniére                                     |          | 16. September 1870 –28. Mai 1876     | Ministro Plenipotenciário, am 24. September 1870 akkreditiert                                                                                          |
| Barão de Santos                                           |          | 3. August 1876 –9. August 1889       | Ministro Plenipotenciário, am 14. August 1876 akkreditiert                                                                                             |
| Conde de S.Miguel                                         |          | 18. August 1889 –30. April 1892      | Ministro Plenipotenciário, am 13. Januar 1890 akkreditiert (war bis 30. April 1892 beauftragt)                                                         |
| Conde de Carvalhido                                       |          | 30. April 1892 –2. Oktober 1892      | Übergangs-Geschäftsträger |
| Conde Tovar                                               |          | 19. Oktober 1892 –12. Dezember 1893  | Ministro Plenipotenciário, 22. Oktober 1892 akkreditiert                                                                                               |
| Conde de Azevedo da Silva                                 |          | 12. Dezember 1893 –6. September 1894 | Ministro Plenipotenciário |
| Agostinho de Ornelas Vasconcelos Esmeraldo Rolim de Moura |          | 10. November 1894 –7. September 1901 | Ministro Plenipotenciário, am 14. Januar 1895 akkreditiert                                                                                             |
| Alfredo Alcino de Castro                                  |          | 25. Februar 1902 –18. Oktober 1910   | Ministro Plenipotenciário, am 1. März 1902 akkreditiert                                                                                                |
| Jaime Batalha Reis                                        |          | 8. November 1912 –Februar 1918       | Ministro Plenipotenciário, danach Abbruch der Beziehungen                                                                                              |

### Sowjetunion
| Name                                               | Bild        | Amtszeit                           | Anmerkungen                                   |
| Sowjetunion                                        | Sowjetunion | Sowjetunion                        | Sowjetunion                                   |
| -------------------------------------------------- | ----------- | ---------------------------------- | --------------------------------------------- |
| Pedro Martim da Cunha Veiga Madeira de Andrade     |             | 17. Oktober 1974 –24. Oktober 1974 | Geschäftsträger                               |
| Mário Viçoso Neves                                 |             | 24. Oktober 1974 –6. Mai 1977      | Botschafter, am 28. Oktober 1974 akkreditiert |
| Fernando de Magalhães Cruz                         |             | 25. Juni 1977 –15. Oktober 1980    | Botschafter, am 7. Juli 1977 akkreditiert     |
| António Augusto de Medeiros Patrício               |             | 25. Oktober 1980 –14. März 1984    | Botschafter, am 4. November 1980 akkreditiert |
| Sérgio Alexandre Ayres Trindade de Sacadura Cabral |             | 14. April 1984 –5. September 1990  | Botschafter, am 16. Mai 1984 akkreditiert     |

### Russische Föderation / Russland
| Name                                                   | Bild     | Amtszeit                              | Anmerkungen                                     |
| Russland                                               | Russland | Russland                              | Russland                                        |
| ------------------------------------------------------ | -------- | ------------------------------------- | ----------------------------------------------- |
| António Leal da Costa Lobo                             |          | 15. September 1990 –8. September 1993 | Botschafter, am 5. November 1990 akkreditiert   |
| José Manuel Peixoto de Vilas-Boas de Vasconcelos Faria |          | 31. Oktober 1993 –22. Mai 1996        | Botschafter, am 26. November 1993 akkreditiert  |
| João Pacheco Luís Gomes                                |          | 1996 –9. Januar 2001                  | Botschafter, am 27. September 1996 akkreditiert |
| Jorge Ryder Torres Pereira                             |          | 30. Januar 2001 –1. November 2002     | Übergangs-Geschäftsträger                       |
| João Diogo Nunes Barata                                |          | 2. November 2002 –7. Oktober 2004     | Botschafter                                     |
| Manuel Marcelo Monteiro Curto                          |          | 9. Oktober 2004 –16. Oktober 2009     | Botschafter                                     |
| Pedro Nuno de Abreu e Melo Bártolo                     |          | 16. November 2009 –18. April 2013     | Botschafter                                     |
| Paulo João Lopes do Rego Vizeu Pinheiro                |          | seit 12. September 2017               | Botschafter, am 4. Oktober 2017 akkreditiert    |